# シナモン (曲)
「シナモン」は、手越祐也の楽曲。独立後初の配信限定シングルとして2021年7月7日にフォーライフミュージックから発売。

## 概要
- ジャニーズ事務所から独立後初の配信限定シングル。
- 6か月連続配信プロジェクト第一弾。
- 混じり気のない真実の愛をシナモンの花言葉に例えた、ミディアムテンポのラブソング[3]。
- 一度レコーディングした後に、もっといい「シナモン」が歌えると感じたため、一から録り直しを行った[4]。
- 手越祐也チャンネルの企画、「君が決めた恋をした。」の主題歌。

## 収録曲
1. シナモン
作詞：小林未奈
作曲：小林未奈／松本京介
編曲：松本京介

## リリース
2021年7月7日にApple Music、Spotifyから配信リリース。品番はDISA0296。